# Pałac Klaukego we Włocławku
Pałac Klaukego we Włocławku – zabytkowa kamienica znajdująca się przy ul. Kościuszki, w dzielnicy Śródmieście, we Włocławku.

## Historia
Kamienica wybudowana w 1912 r. początkowo była budynkiem mieszkalnym, później służyła jako biurowiec Fabryki Wyrobów Drucianych założonej w 1895 r. przez przedsiębiorców pochodzenia niemieckiego zamieszkałych we Włocławku, Ernesta i Karla Klaukego. Fabryka funkcjonowała przy ul. Żelaznej (obecnie Kościuszki), w 1900 r. zmieniła nazwę na "Włocławska Fabryka Drutu C. Klauke". Dynamicznie się rozwijała, początkowo zatrudniała 3-4 ludzi, ale już w 1901 r. w zakładzie pracowało 30 osób. Do roku 1914 prosperowała bardzo dobrze, zatrudniała około 100 robotników, ale jej rozwój został wstrzymany wskutek wybuchu I wojny światowej w 1914 r.
Po zakończeniu wojny, właściciele sprzedali pałac wraz z fabryką i znakiem firmowym Józefowi Grundlandowi i Pinkusowi Pawłowi Izbickiemu. Firma rozpoczęła działalność pod nazwą „Włocławska Fabryka Drutu dawniej C. Klauke”. W 1919 r. Pinkus Izbicki sprzedał swoją połowę Józefowi Grundlandowi, który stał się jedynym właścicielem przedsiębiorstwa. W okresie II wojny światowej fabryka była pod zarządem niemieckim, w okresie okupacji hitlerowcy urządzili w pałacu siedzibę gestapo.
Po wojnie nastąpił ponowny rozruch fabryki, która w 1948 r. została przejęta przez państwo i funkcjonowała odtąd jako Włocławska Fabryka Lin i Drutu Stalowego, obecnie Drumet. W latach 60. XX  rozpoczęto budowę nowej siedziby zakładu, funkcjonującego do dziś przy ul. Polnej. Obecnie budynek jest własnością Miasta Włocławek, przez wiele lat mieściła się tu siedziba Miejskiego Ośrodka Pomocy Rodzinie. Od 2019 r. w budynku swoją siedzibę mają organizacje pozarządowe.
Na ścianie frontowej tuż przy wejściu do budynku, została umieszczona Tablica Pamięci o Wolność i Demokrację.

## Architektura
Jest to budynek dwukondygnacyjny, zwieńczony murkiem attykowym. Na poziomie I piętra wykonano balkon z balustradą kutą metalową, ze słupkami zakończonymi ozdobnymi elementami w kształcie kół. Elewacja kamienicy wykonana jest z cegły licowej malowanej farbami, jest bogata w detale architektoniczne.